# ساندرا داگلاس
ساندرا داگلاس (انگلیسی: Sandra Douglas؛ زادهٔ ۲۲ آوریل ۱۹۶۷) ورزشکار دو و میدانی اهل بریتانیا است.